# Condado de Cass (Michigan)
O Condado de Cass é um dos 88 condados do estado americano de Michigan. A sede do condado é Cassopolis, e sua maior cidade é Dowagiac.
O condado possui uma área de 1 317 km² (dos quais 42 km² estão cobertos por água), uma população de 51 104 habitantes, e uma densidade populacional de 40 hab/km² (segundo o censo nacional de 2000). O condado foi fundado em 1829.